# The Man Who Grew Too Much
The Man Who Grew Too Much, llamada El hombre que creció demasiado en Hispanoamérica, y El hombre que crecía demasiado en España, es el decimotercer episodio de la vigesimoquinta temporada de la serie animada Los Simpson.Fue escrito por Jeff Westbrook y dirigido por Matthew Schofield, y se emitió en Estados Unidos el 9 de marzo de 2014 por FOX. La estrella invitada fue Kelsey Grammer como Sideshow Bob. En este episodio, Lisa descubre que Sideshow Bob es el jefe de una compañía de alimentos genéticamente modificados, mientras Marge debe dar clases de sexualidad a adolescentes. Este fue el último episodio donde aparece el personaje de Edna Krabappel, el cual sería retirado posteriormente, debido al fallecimiento de Marcia Wallace.

## Sinopsis
Lisa observa a Doris, la cocinera, guardando la ensalada para otra comida. Entonces, pregunta si las verduras se pudren o no a lo que la señora del almuerzo contesta que fueron modificadas genéticamente, por lo que deben durar. Lisa presenta su argumento sobre los alimentos genéticamente modificados en la reunión de padres y maestros en la escuela. A pesar de que, inicialmente había estado en contra de ellos, ella cambia de parecer ya que podrían acabar con el hambre en el mundo. Una empresa que produce alimentos genéticamente modificados, Monsarno, se ve interesada en la iniciativa de Lisa. Toda su familia va al campus de investigación, donde resulta que Sideshow Bob es el científico principal detrás de todo. Lisa se hace muy amiga de Bob.
Mientras tanto, Marge da su charla sexual para adolescentes con títeres de dedo. Mientras que los adolescentes ríen, Marge fracasa miserablemente intentando dar su punto de vista sobre el sexo y los chicos se quedan con una idea equivocada. Entonces, Marge decide utilizar a Homer como ejemplo para su clase de educación sexual. Ella dice que se ha abstenido de tener relaciones sexuales con su pareja durante dos días. La mera imagen de Homer y Marge tocándose entre sí da a los adolescentes una razón suficiente para entender por qué se debe esperar hasta el matrimonio para tener relaciones sexuales.
Cuando van al museo, un gran modelo que cuelga del techo cae y casi aplasta a Lisa, pero Bob la salva. Lisa quiere saber cómo Bob tuvo la fuerza suficiente para evitar que la chapa logre aplastarla. Entonces le revela que cambió su propio ADN. Además, el verdadero motivo del viaje al museo era robar el ADN de distintas figuras históricas. Bart trata de salvar a Lisa, pero Bob le advierte que puede volverse una furia asesina muy fácilmente. Después de un par de molestias, se enfada y ataca a los niños. Cuando Lisa habla de Walt Whitman, Bob se da cuenta de que se ha convertido en un monstruo e intenta suicidarse ahogándose, pero luego recuerda que tiene branquias. Aparentemente vuelve su intención de matar a Bart.  
En el epílogo, Ned sueña bailando tango con Edna. Al despertar de ese sueño termina diciendo: "extrañaré esa risa". Posteriormente aparece Nelson Muntz afirmando que también la extrañará (en homenaje a Marcia Wallace).